# Joseph Félix Blanc
Pour les articles homonymes, voir Blanc (homonymie).
Cet article possède un paronyme, voir Joseph Blanc.
Joseph Félix Blanc, né à Toulon le 26 mars 1872 et mort aux Tonga le 8 juin 1962 est un prêtre missionnaire français et évêque, membre de la Société de Marie.

## Biographie
Fils de l'amiral Augustin Blanc et de Marie-Claire Mille, Joseph-Félix Blanc devient prêtre de la Société de Marie et est envoyé comme missionnaire en 1901 aux îles Tonga où il est remarqué par Armand Ollier. Celui-ci lui confie le journal diocésain Ko e Fafagu (La Cloche) dont il s'occupe de 1904 à 1909. Il fonde ensuite le journal Taumu'a Lelei (Bon vent pour naviguer), diffusé dans l'ensemble des îles Tonga.
Nommé vicaire apostolique d’Océanie centrale le 17 février 1912 avec le titre d'évêque titulaire de Dibon (de), il est consacré par Francis Redwood (en)), archevêque de Wellington le 29 juin suivant. Ses nombreuses visites des diverses missions des Tonga et de Wallis-et-Futuna lui valent son surnom d'évêque vagabond.
En 1922, il ordonne trois prêtres wallisiens du grand séminaire de Lano et part avec eux en pèlerinage à Futuna.
Durant ses cinquante années d'épiscopat, il rédige de très nombreuses lettres et trois ouvrages sur les missions du Pacifique.
En 1953, alors âgé de 81 ans, il démissionne de sa charge de vicaire apostolique.
Il meurt aux Tonga le 8 juin 1962 à quatre-vingt-dix ans.

## Hommages
- Le 5 octobre 2006, est émis un timbre de 500 XPF reproduisant le blason de Joseph Félix Blanc. Le timbre mesure 3 cm sur 4 et est imprimé en feuille de dix. La gravure est réalisée par Ève Luquet d'après une maquette fournie par l'évêché de Lano, résidence de l'évêque de Wallis et Futuna à Mata-Utu, chef-lieu de Wallis-et-Futuna.

## Publications
- Chez les Méridionaux du Pacifique, 1910
- La dernière acquisition de la France dans le Pacifique. Les îles Wallis, 1914
- L'héritage d'un évêque d'Océanie, 1921